# Марія Гезненге
Марія Гезненге (нар. 13 березня 1977) — колишня болгарська тенісистка.
Найвищу одиночну позицію світового рейтингу — 190 місце досягла 9 вересня 2002, парну — 163 місце — 15 вересня 2003 року.
Здобула 1 одиночний та 2 парні титули туру ITF.
Завершила кар'єру 2006 року.

## Фінали ITF

### Одиночний розряд: 4 (1–3)
| Легенда          |
| ---------------- |
| турніри $100,000 |
| турніри $75,000  |
| турніри $50,000  |
| турніри $25,000  |
| турніри $10,000  |

| Фінали за покриттям |
| ------------------- |
| Тверде (0–1)        |
| Ґрунт (1–2)         |
| Трава (0–0)         |
| Килим (0–0)         |

| Результат | W–L | Дата     | Турнір                   | Рівень | Покриття | Суперниця         | Рахунок       |
| --------- | --- | -------- | ------------------------ | ------ | -------- | ----------------- | ------------- |
| Поразка   | 0–1 | Кві 1998 | ITF Понтеведра, Іспанія  | 10,000 | Тверде   | Паула Ерміда      | 1–6, 2–6      |
| Перемога  | 1–1 | Тра 1998 | ITF Софія, Болгарія      | 10,000 | Ґрунт    | Ольга Виметалкова | 4–6, 6–2, 6–1 |
| Поразка   | 1–2 | Бер 2001 | ITF Рим, Італія          | 10,000 | Ґрунт    | Дінара Сафіна     | 5–7, 0–6      |
| Поразка   | 1–3 | Сер 2006 | ITF Вальштедт, Німеччина | 10,000 | Ґрунт    | Юлія Гергес       | 3–6, 2–6      |

### Парний розряд: 10 (2–8)
| Легенда          |
| ---------------- |
| турніри $100,000 |
| турніри $75,000  |
| турніри $50,000  |
| турніри $25,000  |
| турніри $10,000  |

| Фінали за покриттям |
| ------------------- |
| Тверде (2–4)        |
| Ґрунт (0–4)         |
| Трава (0–0)         |
| Килим (0–0)         |

| Результат | W–L | Дата     | Турнір                      | Рівень | Покриття   | Партнерка           | Суперниці                       | Рахунок       |
| --------- | --- | -------- | --------------------------- | ------ | ---------- | ------------------- | ------------------------------- | ------------- |
| Поразка   | 0–1 | Жов 1999 | ITF Салоніки, Греція        | 10,000 | Тверде     | Луїс Латімер        | Їндра Габрішова Івона Михайлова | 4–6, 2–6      |
| Поразка   | 0–2 | Лют 2000 | ITF Фару, Португалія        | 10,000 | Тверде     | Антоанета Пандєрова | Наташа Ґалауза Шеллі Стефенс    | 6–7(5–7), 3–6 |
| Перемога  | 1–2 | Жов 2000 | ITF Жуе-ле-Тур, Франція     | 25,000 | Тверде (i) | Елені Даніліду      | Мія Буріч Лаура Делль'Анджело   | 5–3, 4–1, 4–0 |
| Поразка   | 1–3 | Лют 2001 | ITF Тіптон, Велика Британія | 10,000 | Тверде (i) | Елені Даніліду      | Гелен Крук Вікторія Девіс       | 6–2, 4–6, 4–6 |
| Поразка   | 1–4 | Лют 2002 | ITF Мідленд, США            | 75,000 | Тверде (i) | Міхаела Паштікова   | Джанет Лі Олена Татаркова       | 1–6, 3–6      |
| Поразка   | 1–5 | Лис 2002 | ITF Довіль, Франція         | 25,000 | Ґрунт (i)  | Антоанета Пандєрова | Зузана Черна Зузана Гейдова     | 4–6, 5–7      |
| Поразка   | 1–6 | Чер 2003 | ITF Фонтанафредда, Італія   | 25,000 | Ґрунт      | Драгана Зарич       | Лі Тін Сунь Тяньтянь            | 4–6, 3–6      |
| Поразка   | 1–7 | Лип 2003 | ITF Файгінген, Німеччина    | 25,000 | Ґрунт      | Драгана Зарич       | Антонія Матіч Анжеліка Реш      | 1–6, 6–7(2–7) |
| Поразка   | 1–8 | Лис 2003 | ITF Довіль, Франція         | 25,000 | Ґрунт (i)  | Зузана Гейдова      | Полін Пармантьє Орелі Веді      | 7–5, 2–6, 1–6 |
| Перемога  | 2–8 | Сер 2005 | ITF Гельсінкі, Фінляндія    | 25,000 | Тверде     | Штефані Гайднер     | Емма Лайне Ессі Лайне           | 7–5, 2–6, 6–4 |